# Nike Free
Nike Free — мінімалістичне бігове взуття. Було представлене у 2005 році після того, як представники Nike спостерігали за спонсорованими Nike легкоатлетами, які тренувалися босоніж.

## Класифікація
Система нумерації вказує на амортизацію взуття та відповідає шкалі від 0 (босоніж) до 10 (звичайне бігове взуття). Free 3.0 є найменш м’якою моделлю, а Free 7.0 (припинено) є найбільш м’якою моделлю.